# Передлежання плаценти
Передлежання плаценти (лат. placenta praevia) — патологія вагітності, коли плацента розташована в ділянці нижнього сегмента матки нижче передлеглої частини плоду і частково або повністю перекриває внутрішнє вічко шийки матки. Кровотеча внаслідок передлежання плаценти є невідкладним станом.
При фізіологічному розташуванні нижній край плаценти розташовується вище 7 см від внутрішнього вічка шийки матки.
Зустрічається у 0,2-0,9% від загальної кількості пологів.

## Класифікація
В залежності від розташування плаценти виділяють такі види передлежання:
1. Повне (центральне) передлежання (лат. placenta praevia totalis) – плацента, що розташована в нижньому сегменті і повністю перекриває внутрішнє вічко шийки матки.
2. Неповне (бокове або крайове) передлежання плаценти (лат. placenta praevia partialis) – плацента, що розташована в нижньому сегменті і частково перекриває внутрішнє вічко шийки матки.
3. Низьке прикріплення плаценти – розташування плаценти у нижньому сегменті матки нижче 7 см від внутрішнього вічка.

У зв’язку з міграцією плаценти або її розростанням вид передлежання може змінюватися із збільшенням терміну вагітності.

## Клінічна картина
Головним клінічним симптомом є раптові кров’янисті вагінальні виділення без больових відчуттів, які можуть періодично повторюватись з 12 до 40 тижнів вагітності, виникають спонтанно або після фізичного навантаження. Кров’янисті виділення набувають загрозливого характеру з початком скорочень матки у будь-який термін.
Термін появи кровотечі та її сила залежать від величини передлеглої ділянки плаценти та типу передлежання. Так, при центральному (повному) передлежанні кровотеча сильніша і нерідко починається рано – в ІІ триместрі вагітності; при боковому та краєвому передлежанні (неповному) – більш помірна, починається в ІІІ триместрі або під час пологів.

## Діагностика
1. Скарги — кровотеча, що повторюється, не супроводжується болем та підвищеним тонусом матки.
2. Анамнез — детальне опитування вагітної з метою виявлення факторів ризику, що могли б призвести до аномалії розташування плаценти.
3. Акушерське обстеження:
  1. Обережне зовнішнє акушерське обстеження: високе розташування передлеглої частини; тонус матки не підвищений; аускультативно в ділянці нижнього сегменту може визначатися шум плаценти; може виявлятися неправильне положення плода, або тазове передлежання.
  2. Огляд шийки матки і вагіни в дзеркалах виключно в умовах розгорнутої операційної: дозволяє виключити інші джерела кровотечі (розрив варикозних вузлів вагіни, псевдоерозію і рак шийки матки).
  3. Вагінальне дослідження виключно в умовах розгорнутої операційної.
4. Ультразвукове дослідження має високу інформативну цінність у визначенні локалізації плаценти та виду передлежання.

## Диференційна діагностика
Диференційна діагностика проводиться із захворюваннями, які супроводжуються кровотечами зі статевих шляхів:
- передчасним відшаруванням нормально розташованої плаценти (на відміну від передлежання плаценти, кровотеча з вираженим больовим синдромом, дані УЗД);
- розривом матки (кровотеча з вираженим больовим синдромом, дані УЗД);
- розривом варикозних вузлів вагіни (вагінальний огляд в дзеркалах);
- раком та ерозією шийки матки (огляд шийки матки в дзеркалах).

## Акушерська тактика
Кровотеча в ІІ половині вагітності є терміновим показанням для госпіталізації. Лікування та обстеження жінок з кровотечею у ІІ половині вагітності повинно проводитися тільки в стаціонарі.
Згідно з наказом Міністерства охорони здоров'я України №977 від 27.12.2011, передлежання плаценти, підтверджене при ультразвуковому дослідженні після 36 тижнів (край плаценти менше ніж на 2 см від внутрішнього вічка) є прямим показанням до планового кесаревого розтину.